# トラビス・ウィザースプーン
トラビス・セントラル・ウィザースプーン（Travis Sentrel Witherspoon, 1989年4月16日 - ）は、アメリカ合衆国のプロ野球選手（外野手）。アメリカ合衆国・サウスカロライナ州サムター出身。

## 経歴
2009年にドラフト12巡目でロサンゼルス・エンゼルス・オブ・アナハイムに入団。
2012年11月20日に40人枠に入った。
2013年10月8日に、ウェーバーでシアトル・マリナーズに移籍した。12月13日にDFAとなった。